# Akodon kofordi
Akodon kofordi је врста глодара из породице хрчкова (лат. Cricetidae). 

## Распрострањење
Присутна је у следећим државама: Перу и Боливија.

## Станиште
Станиште врсте су шуме. 

## Угроженост
Ова врста је наведена као последња брига, јер има широко распрострањење и честа је врста.